# Dudgeonea
Dudgeonea – rodzaj motyli z podrzędu Glossata i rodziny Dudgeoneidae.
Rodzaj ten opisany został w 1900 roku przez George'a Francisa Hampsona. W 1958 roku Edward William Berger umieścił ten rodzaj w nowej rodzinie Dudgeoneidae. W roku 1970 Ian Francis Bell Common włączył członków tej rodziny w skład podrodziny Cossinae w rodzinie trociniarkowatych. W 1983 Joël Minet redefiniował Dudgeoneidae wynosząc je z powrotem do rangi osobnej rodziny. Współcześnie stanowią one rodzinę monotypową w obrębie Cossoidea.
Motyle te mają przednie skrzydła rdzawobrązowe ze srebrnymi kropkami, a spośród innych członków nadrodziny wyróżniają się obecnością narządów tympanalnych u nasady odwłoka.
Rodzaj znany z Afryki, Madagaskaru, Indii, Sri Lanki, Półwyspu Malajskiego, Nowej Gwinei i Australii.
Należą tu m.in.:
- Dudgeonea actinias (Turner, 1902)
- Dudgeonea leucosticta Hampson, 1900
- Dudgeonea lychnocycla Turner, 1945
- Dudgeonea polyastra (Turner, 1933)